# Katar himnusza
Az El-Szalam el-Amiri (Éljen az emír) Katar nemzeti himnusza. Dallamát Abdul Aziz Nasszer Obaidan (1952 - ) szerezte,  szövegét pedig Mubarak bin Szadif el-Thani (1953 - , ) írta. A himnuszt első alkalommal 1996-ban játszották nyilvánosan, röviddel azután, hogy  Hamad bin Chalifa Al Thani trónra lépett. A korábbi, 1954 és 1996 között hivatalos himnusz csak egy tizenegy ütemű fanfár volt.
A himnusz Katar szabadságát és nagyságát énekli meg, és Katar lakóit felhívja arra, hogy elődeik dicső útját kövessék a Próféta vezetésével. A himnusz azzal zárul, hogy a katariak képezik az emberek elsejét, akik galambok tudnak lenni ha béke van, de az áldozatok idején harcosok.  

## Szövege
| Arabul | Átírás | Angol fordításban | Német fordításban |
| قسماً قسماً قسماً بمن رفع السماء قسماً بمن نشر الضياء قطر ستبقي حرة تسمو بروح الاوفياء سيروا على نهج الألى سيروا وعلى ضياء الانبياء قطر بقلبي سيرة عز وأمجاد الاباء قطر الرجال الاولين حماتنا يوم النداء وخمائم يوم السلام جوارح يوم الفداء قسما قسما قسما بمن رفع السماء قسما بمن نشر الضياء قطر ستبقى حرة تسمو بروح الأوفياء | Qasaman qasaman qasaman biman rafa' as-sama' Qasaman biman nashraz ziye' Qataron satbaqa x.auratan tasmu birux.i l-aufie' Siru' 'ala nuhaj ilu siru' wala ziya' il 'anbiya' Qatarun biqalbi sirat 'azul amjaad ul-'iba Qatarun i-rijaal al-'awain xaumatnu yaum al-nida' Wax.amaymunai yaum as-salam Jawarix.a yaum al-fida'a qasaman biman rafa' as-sama' qasaman biman nashraz ziye' | Swearing by God who erected the sky Swearing by God who spread the light Qatar will always be free Sublimed by the souls of the sincere Proceed thou on the manners of the ascendants And advance on Prophet's guidance In my heart, Qatar is an epic of glory and dignity Qatar is land of the early men Who protect us in time of distress, Doves they can be at times of peace, Warriors they are at times of sacrifice | Wir schwören Wir schwören bei Dem, der den Himmel errichtet hat Wir schwören bei Dem, der das Licht verbreitet hat Katar wird immer frei sein Erhoben durch die Seelen der Aufrichtigen Geht voran auf dem Weg der Vorfahren und weiter unter der Führung des Propheten In meinem Herzen ist Katar ein Epos von Ruhm und Ehre, ist Katar ein Land der Frühaufsteher, die uns in Zeiten der Not beschützen Sie können Tauben in Friedenszeiten sein und Krieger in Zeiten des Opfers |

## Ajánlott források
- Katar Állam Budapesti Nagykövetségének honlapa Archiválva 2012. április 20-i dátummal a Wayback Machine-ben
- *15th Asian Games - A himnusz a 15.  Ázsiai játékok záróünnepségén (YouTube)